# شورت بلفاست
شورت بلفاست  (بالإنجليزية: Short Belfast)‏ هي طائرة شحن للاوزان الثقيلة، بمحركات مراوح توربينية. أنتجت في 1964 بأيرلندا الشمالية. من صناعة شورت براذرز. كانت تستخدم بشكل أساسي من قبل سلاح الجو الملكي. كان أول طيران لها في 5 يناير 1964. دخلت الخدمة في 20 يناير 1966، انتهت خدمتها في 1976. صنع منها 10 طائرات.